# Кюшеда, Жан-Пьер
Жан-Пьер Кюшеда — французский политик, бывший депутат Национального собрания Франции, мэр города Льевен.
Родился 24 февраля 1943 г. в Льевене (департамент Па-де-Кале). Член Социалистической партии. В молодости занимался легкой атлетикой, затем преподавал историю и географию в лицее Анри Дарраса в Льевене.
Впервые избран депутатом Национального собрания в 1981 году. После этого пять раз — в 1988, 1993, 1997, 2002 и 2007 годах — переизбирался депутатом Национального собрания от 12-го избирательного округа департамента Па-де-Кале. На выборах в Национальное собрание 2007 г. выиграл голосование, получив во 2-м туре 69,69 % голосов.
Весной 2011 года Жан-Пьер Кюшеда оказался в центре скандала, связанного с системой тайного финансирования социалистической партии в Па-де-Кале и фиктивными рабочими местами. В декабре 2011 года лидер Социалистической партии Мартин Обри по настоянию своего заместителя Арно Монтебура «заморозила» выдвижение Кюшеда кандидатом от социалистов на Парламентских выборах 2012 года.
Не получив поддержки партии, Кюшеда все же выставил свою кандидатуру на выборах в Национальное собрание 2012 г. как независимый левый кандидат, но занял в 1-м туре только третье место.

## Политическая карьера
02.07.1981 — 17.06.2012 — депутат Национального собрания Франции от 12-го избирательного округа департамента Па-де-Кале

с 30.07.1981 — мэр города Льевен 

26.03.1982 — 27.06.1988 — член генерального совета департамента Па-де-Кале 

с 31.05.2010 — президент агломерации Ланс-Льевен.